# Seznam dílů seriálu Glee
Toto je seznam dílů seriálu Glee. Americkou muzikálovou dramedii Glee vysílala v letech 2009–2015 stanice Fox. V Česku jej v roce 2010 začala vysílat stanice Prima Cool, která jej vzápětí předala na nově spuštěnou Prima Love. Třetí řadu seriálu odvysílala v sobotním předpoledním čase, čtvrtou však již české televize do programu nezařadily. Celý seriál byl pak v Česku zveřejněn na streamovací službě Disney+.

## Přehled řad
| Řada | Díly | Premiéra v USA  | Premiéra v USA  | Premiéra v ČR  | Premiéra v ČR      |
| Řada | Díly | První díl       | Poslední díl    | První díl      | Poslední díl       |
| ---- | ---- | --------------- | --------------- | -------------- | ------------------ |
| 1    | 22   | 19. května 2009 | 8. června 2010  | 5. září 2010   | 13. srpna 2011     |
| 2    | 22   | 21. září 2010   | 24. května 2011 | 20. srpna 2011 | 14. ledna 2012     |
| 3    | 22   | 20. září 2011   | 22. května 2012 | 15. září 2012  | 25. listopadu 2012 |
| 4    | 22   | 13. září 2012   | 9. května 2013  | vysíláno       | vysíláno           |
| 5    | 20   | 26. září 2013   | 13. května 2014 | vysíláno       | vysíláno           |
| 6    | 13   | 9. ledna 2015   | 20. března 2015 | vysíláno       | vysíláno           |

## Seznam dílů

### První řada (2009–2010)
| Č. v seriálu | Č. v řadě | Původní název        | Český název           | Režie               | Scénář                                  | Premiéra v USA     | Premiéra v ČR      |
| ------------ | --------- | -------------------- | --------------------- | ------------------- | --------------------------------------- | ------------------ | ------------------ |
| 1            | 1         | Pilot                | Pilot                 | Ryan Murphy         | Ryan Murphy, Brad Falchuk a Ian Brennan | 19. května 2009    | 5. září 2010       |
| 2            | 2         | Showmance            | Skandál               | Ryan Murphy         | Ryan Murphy, Brad Falchuk a Ian Brennan | 9. září 2009       | 12. září 2010      |
| 3            | 3         | Acafellas            | Bratři v hitu         | John Scott          | Ryan Murphy                             | 16. září 2009      | 19. září 2010      |
| 4            | 4         | Preggers             | V jiném stavu         | Brad Falchuk        | Brad Falchuk                            | 23. září 2009      | 26. září 2010      |
| 5            | 5         | The Rhodes Not Taken | Návrat nezdárné dcery | John Scott          | Ian Brennan                             | 30. září 2009      | 3. října 2010      |
| 6            | 6         | Vitamin D            | Vitamin D             | Elodie Keene        | Ryan Murphy                             | 7. října 2009      | 10. října 2010     |
| 7            | 7         | Throwdown            | Menšiny               | Ryan Murphy         | Brad Falchuk                            | 14. října 2009     | 17. října 2010     |
| 8            | 8         | Mash-Up              | Směska                | Elodie Keene        | Ian Brennan                             | 21. října 2009     | 14. října 2010     |
| 9            | 9         | Wheels               | Na vozíku             | Paris Barclay       | Ryan Murphy                             | 11. listopadu 2009 | 31. října 2010     |
| 10           | 10        | Ballad               | Balady                | Brad Falchuk        | Brad Falchuk                            | 18. listopadu 2009 | 7. listopadu 2010  |
| 11           | 11        | Hairography          | Vlasografie           | Bill D'Elia         | Ian Brennan                             | 25. listopadu 2009 | 14. listopadu 2010 |
| 12           | 12        | Mattress             | Matrace               | Elodie Keene        | Ryan Murphy                             | 2. prosince 2009   | 21. listopadu 2010 |
| 13           | 13        | Sectionals           | Okresní kolo          | Brad Falchuk        | Brad Falchuk                            | 9. prosince 2009   | 28. listopadu 2010 |
| 14           | 14        | Hell-O               | Ahoj                  | Brad Falchuk        | Ian Brennan                             | 13. dubna 2010     | 13. června 2011    |
| 15           | 15        | The Power of Madonna | Síla Madonny          | Ryan Murphy         | Ryan Murphy                             | 20. dubna 2010     | 25. června 2011    |
| 16           | 16        | Home                 | Domov                 | Paris Barclay       | Brad Falchuk                            | 27. dubna 2010     | 2. července 2011   |
| 17           | 17        | Bad Reputation       | Špatná pověst         | Elodie Keene        | Ian Brennan                             | 4. května 2010     | 9. července 2011   |
| 18           | 18        | Laryngitis           | Laryngitida           | Alfonso Gomez-Rejon | Ryan Murphy                             | 11. května 2010    | 16. července 2011  |
| 19           | 19        | Dream On             | Sni dál               | Joss Whedon         | Brad Falchuk                            | 18. května 2010    | 23. července 2011  |
| 20           | 20        | Theatricality        | Teatrálnost           | Ryan Murphy         | Ryan Murphy                             | 25. května 2010    | 30. července 2011  |
| 21           | 21        | Funk                 | Funky fňuk            | Elodie Keene        | Ian Brennan                             | 1. června 2010     | 6. srpna 2011      |
| 22           | 22        | Journey to Regionals | Cesta                 | Brad Falchuk        | Brad Falchuk                            | 8. června 2010     | 13. srpna 2011     |

### Druhá řada (2010–2011)
| Č. v seriálu | Č. v řadě | Původní název              | Český název             | Režie               | Scénář                                                 | Premiéra v USA     | Premiéra v ČR      |
| ------------ | --------- | -------------------------- | ----------------------- | ------------------- | ------------------------------------------------------ | ------------------ | ------------------ |
| 23           | 1         | Audition                   | Konkurz                 | Brad Falchuk        | Ian Brennan                                            | 21. září 2010      | 20. srpna 2011     |
| 24           | 2         | Britney/Brittany           | Britney/Brittany        | Ryan Murphy         | Ryan Murphy                                            | 28. září 2010      | 27. srpna 2011     |
| 25           | 3         | Grilled Cheesus            | Boží sendvič            | Alfonso Gomez-Rejon | Brad Falchuk                                           | 5. října 2010      | 3. září 2011       |
| 26           | 4         | Duets                      | Soutěž v duetech        | Eric Stoltz         | Ian Brennan                                            | 12. října 2010     | 10. září 2011      |
| 27           | 5         | The Rocky Horror Glee Show | Rocky Horror Glee Show  | Adam Shankman       | námět: Ryan Murphy a Tim Wollaston scénář: Ryan Murphy | 26. října 2010     | 17. září 2011      |
| 28           | 6         | Never Been Kissed          | Nepolíbená              | Bradley Buecker     | Brad Falchuk                                           | 9. listopadu 2010  | 24. září 2011      |
| 29           | 7         | The Substitute             | Suplentka               | Ryan Murphy         | Ian Brennan                                            | 16. listopadu 2010 | 1. října 2011      |
| 30           | 8         | Furt                       | Furt                    | Carol Banker        | Ryan Murphy                                            | 23. listopadu 2010 | 8. října 2011      |
| 31           | 9         | Special Education          | Kurtova válka           | Paris Barclay       | Brad Falchuk                                           | 30. listopadu 2010 | 15. října 2011     |
| 32           | 10        | A very Glee Christmas      | Vánoce                  | Alfonso Gomez-Rejon | Ian Brennan                                            | 7. prosince 2010   | 22. října 2011     |
| 33           | 11        | The Sue Sylvester Shuffle  | Sue v rozpacích         | Brad Falchuk        | Ian Brennan                                            | 6. února 2011      | 29. října 2011     |
| 34           | 12        | Silly Love Songs           | Hloupé písně o lásce    | Tate Donovan        | Ryan Murphy                                            | 8. února 2011      | 5. listopadu 2011  |
| 35           | 13        | Comeback                   | Návrat                  | Bradley Buecker     | Ryan Murphy                                            | 15. února 2011     | 12. listopadu 2011 |
| 36           | 14        | Blame It on the Alcohol    | Za to může alkohol      | Eric Stoltz         | Ian Brennan                                            | 22. února 2011     | 19. listopadu 2011 |
| 37           | 15        | Sexy                       | Sexy                    | Ryan Murphy         | Brad Falchuk                                           | 8. března 2011     | 26. listopadu 2011 |
| 38           | 16        | Original Song              | Původní píseň           | Bradley Buecker     | Ryan Murphy                                            | 15. března 2011    | 3. prosince 2011   |
| 39           | 17        | A Night of Neglect         | Večer přehlížených      | Carol Banker        | Ian Brennan                                            | 19. dubna 2011     | 10. prosince 2011  |
| 40           | 18        | Born This Way              | Takoví jsme se narodili | Alfonso Gomez-Rejon | Brad Falchuk                                           | 26. dubna 2011     | 17. prosince 2011  |
| 41           | 19        | Rumours                    | Drby                    | Tim Hunter          | Ryan Murphy                                            | 3. května 2011     | 24. prosince 2011  |
| 42           | 20        | Prom Queen                 | Královna plesu          | Eric Stoltz         | Ian Brennan                                            | 10. května 2011    | 31. prosince 2011  |
| 43           | 21        | Funeral                    | Pohřeb                  | Bradley Buecker     | Ryan Murphy                                            | 17. května 2011    | 7. ledna 2012      |
| 44           | 22        | New York                   | New York                | Brad Falchuk        | Brad Falchuk                                           | 24. května 2011    | 14. ledna 2012     |

### Třetí řada (2011–2012)
| Č. v seriálu | Č. v řadě | Původní název                 | Český název                    | Režie               | Scénář                 | Premiéra v USA     | Premiéra v ČR      |
| ------------ | --------- | ----------------------------- | ------------------------------ | ------------------- | ---------------------- | ------------------ | ------------------ |
| 45           | 1         | The Purple Piano Project      | Projekt „Fialové piano“        | Eric Stoltz         | Brad Falchuk           | 20. září 2011      | 15. září 2012      |
| 46           | 2         | I Am Unicorn                  | Shelby se vrací                | Brad Falchuk        | Ryan Murphy            | 27. září 2011      | 16. září 2012      |
| 47           | 3         | Asian F                       | Asijská pětka                  | Alfonso Gomez-Rejon | Ian Brennan            | 4. října 2011      | 22. září 2012      |
| 48           | 4         | Pot o' Gold                   | Hrnec zlata                    | Adam Shankman       | Ali Adler              | 1. listopadu 2011  | 23. září 2012      |
| 49           | 5         | The First Time                | Poprvé                         | Bradley Buecker     | Roberto Aguirre-Sacasa | 8. listopadu 2011  | 29. září 2012      |
| 50           | 6         | Mash Off                      | Souboj                         | Eric Stoltz         | Michael Hitchcock      | 15. listopadu 2011 | 30. září 2012      |
| 51           | 7         | I Kissed a Girl               | Políbila jsem dívku            | Tate Donovan        | Matthew Hodgson        | 29. listopadu 2011 | 6. října 2012      |
| 52           | 8         | Hold on to Sixteen            | Drž si svých 16                | Bradley Buecker     | Ross Maxwell           | 6. prosince 2011   | 7. října 2012      |
| 53           | 9         | Extraordinary Merry Christmas | Velmi neobyčejně veselé Vánoce | Matthew Morrison    | Marti Noxon            | 13. prosince 2011  | 13. října 2012     |
| 54           | 10        | Yes/No                        | Ano/Ne                         | Eric Stoltz         | Brad Falchuk           | 17. ledna 2012     | 14. října 2012     |
| 55           | 11        | Michael                       | Michael                        | Alfonso Gomez-Rejon | Ryan Murphy            | 31. ledna 2012     | 20. října 2012     |
| 56           | 12        | The Spanish Teacher           | Učitel španělštiny             | Paris Barclay       | Ian Brennan            | 7. února 2012      | 21. října 2012     |
| 57           | 13        | Heart                         | Srdce                          | Brad Falchuk        | Ali Adler              | 14. února 2012     | 27. října 2012     |
| 58           | 14        | On My Way                     | Hned jsem tam                  | Bradley Buecker     | Roberto Aguirre-Sacasa | 21. února 2012     | 28. října 2012     |
| 59           | 15        | Big Brother                   | Velký bratr                    | Eric Stoltz         | Michael Hitchcock      | 10. dubna 2012     | 3. listopadu 2012  |
| 60           | 16        | Saturday Night Glee-ver       | Horečka Glee noci              | Bradley Buecker     | Matthew Hodgson        | 17. dubna 2012     | 4. listopadu 2012  |
| 61           | 17        | Dance with Somebody           | Mít s kým tančit               | Paris Barclay       | Ross Maxwell           | 24. dubna 2012     | 10. listopadu 2012 |
| 62           | 18        | Choke                         | Přijímačky                     | Michael Uppendahl   | Marti Noxon            | 1. května 2012     | 11. listopadu 2012 |
| 63           | 19        | Prom-asaurus                  | Plesosaurus                    | Eric Stoltz         | Ryan Murphy            | 8. května 2012     | 17. listopadu 2012 |
| 64           | 20        | Props                         | Poslední pokus                 | Ian Brennan         | Ian Brennan            | 15. května 2012    | 18. listopadu 2012 |
| 65           | 21        | Nationals                     | Finále                         | Eric Stoltz         | Ali Adler              | 15. května 2012    | 24. listopadu 2012 |
| 66           | 22        | Goodbye                       | Sbohem a šáteček               | Brad Falchuk        | Brad Falchuk           | 22. května 2012    | 25. listopadu 2012 |

### Čtvrtá řada (2012–2013)
| Č. v seriálu | Č. v řadě | Původní název                  | Český název               | Režie               | Scénář                         | Premiéra v USA     |
| ------------ | --------- | ------------------------------ | ------------------------- | ------------------- | ------------------------------ | ------------------ |
| 67           | 1         | The New Rachel                 | Nová Rachel               | Brad Falchuk        | Ryan Murphy                    | 13. září 2012      |
| 68           | 2         | Britney 2.0                    | Britney 2.0               | Alfonso Gomez-Rejon | Brad Falchuk                   | 20. září 2012      |
| 69           | 3         | Makeover                       | Proměny                   | Eric Stoltz         | Ian Brennan                    | 27. září 2012      |
| 70           | 4         | The Break-Up                   | Rozchod                   | Alfonso Gomez-Rejon | Ryan Murphy                    | 4. října 2012      |
| 71           | 5         | The Role You Were Born to Play | Role, která ti je souzená | Brad Falchuk        | Michael Hitchcock              | 8. listopadu 2012  |
| 72           | 6         | Glease                         | Pomáda                    | Michael Uppendahl   | Roberto Aguirre-Sacasa         | 15. listopadu 2012 |
| 73           | 7         | Dynamic Duets                  | Duety, co mají šťávu      | Ian Brennan         | Ian Brennan                    | 22. listopadu 2012 |
| 74           | 8         | Thanksgiving                   | Díkůvzdání                | Bradley Buecker     | Russel Friend a Garret Lerner  | 29. listopadu 2012 |
| 75           | 9         | Swan Song                      | Labutí píseň              | Brad Falchuk        | Stacy Traub                    | 6. prosince 2012   |
| 76           | 10        | Glee, Actually                 | Láska sborová             | Adam Shankman       | Matthew Hodgson                | 13. prosince 2012  |
| 77           | 11        | Sadie Hawkins                  | Sadie Hawkinsová          | Bradley Buecker     | Ross Maxwell                   | 24. ledna 2013     |
| 78           | 12        | Naked                          | Bez šatů                  | Ian Brennan         | Ryan Murphy                    | 31. ledna 2013     |
| 79           | 13        | Diva                           | Primadona                 | Paris Barclay       | Brad Falchuk                   | 7. února 2013      |
| 80           | 14        | I Do                           | Ano                       | Brad Falchuk        | Ian Brennan                    | 14. února 2013     |
| 81           | 15        | Girls (and Boys) On Film       | Holky (a kluci) ve filmu  | Ian Brennan         | Michael Hitchcock              | 7. března 2013     |
| 82           | 16        | Feud                           | Spory                     | Bradley Buecker     | Roberto Aguirre-Sacasa         | 14. března 2013    |
| 83           | 17        | Guilty Pleasures               | Úlety                     | Eric Stoltz         | Russel Friend a Garrett Lerner | 21. března 2013    |
| 84           | 18        | Shooting Star                  | Střelba                   | Bradley Buecker     | Matthew Hodgson                | 11. dubna 2013     |
| 85           | 19        | Sweet Dreams                   | Sladké sny                | Elodie Keene        | Ross Maxwell                   | 18. dubna 2013     |
| 86           | 20        | Lights Out                     | Bez elektřiny             | Paris Barclay       | Ryan Murphy                    | 25. dubna 2013     |
| 87           | 21        | Wonder-ful                     | Wonder-hit                | Wendey Stanzler     | Brad Falchuk                   | 2. května 2013     |
| 88           | 22        | All or Nothing                 | Všechno nebo nic          | Bradley Buecker     | Ian Brennan                    | 9. května 2013     |

### Pátá řada (2013–2014)
| Č. v seriálu | Č. v řadě | Původní název                     | Český název            | Režie           | Scénář                                  | Premiéra v USA     |
| ------------ | --------- | --------------------------------- | ---------------------- | --------------- | --------------------------------------- | ------------------ |
| 89           | 1         | Love, Love, Love                  | Láska a zase láska     | Bradley Buecker | Brad Falchuk                            | 26. září 2013      |
| 90           | 2         | Tina in the Sky with Diamonds     | Tina míří vysoko       | Ian Brennan     | Ian Brennan                             | 3. října 2013      |
| 91           | 3         | The Quarterback                   | Rozehrávač             | Brad Falchuk    | Ryan Murphy, Brad Falchuk a Ian Brennan | 10. října 2013     |
| 92           | 4         | A Katy or a Gaga                  | Katy nebo Gaga?        | Ian Brennan     | Russel Friend a Garrett Lerner          | 7. listopadu 2013  |
| 93           | 5         | The End of Twerk                  | Konec twerkování       | Wendey Stanzler | Michael Hitchcock                       | 14. listopadu 2013 |
| 94           | 6         | Movin' Out                        | Stěhování              | Brad Falchuk    | Roberto Aguirre-Sacasa                  | 21. listopadu 2013 |
| 95           | 7         | Puppet Master                     | Mistr loutkář          | Paul McCrane    | Matthew Hodgson                         | 28. listopadu 2013 |
| 96           | 8         | Previously Unaired Christmas      | Dusno o Vánocích       | Wendey Stanzler | Ross Maxwell                            | 5. prosince 2013   |
| 97           | 9         | Frenemies                         | Přítel či nepřítel     | Bradley Buecker | Ned Martel                              | 25. února 2014     |
| 98           | 10        | Trio                              | Trojka                 | Ian Brennan     | Rivka Sophia Rossi                      | 4. března 2014     |
| 99           | 11        | City of Angels                    | Město andělů           | Elodie Keene    | Jessica Meyer                           | 11. března 2014    |
| 100          | 12        | 100                               | 100                    | Paris Barclay   | Ryan Murphy, Brad Falchuk a Ian Brennan | 18. března 2014    |
| 101          | 13        | New Directions                    | Nové vyhlídky          | Brad Falchuk    | Brad Falchuk                            | 25. března 2014    |
| 102          | 14        | New New York                      | Nový Nový York         | Sanaa Hamri     | Ryan Murphy                             | 1. dubna 2014      |
| 103          | 15        | Bash                              | Mejdan                 | Bradley Buecker | Ian Brennan                             | 8. dubna 2014      |
| 104          | 16        | Tested                            | Testy                  | Paul McCrane    | Russel Friend a Garrett Lerner          | 15. dubna 2014     |
| 105          | 17        | Opening Night                     | Premiéra               | Eric Stoltz     | Michael Hitchcock                       | 22. dubna 2014     |
| 106          | 18        | The Back-Up Plan                  | Záložní plán           | Ian Brennan     | Roberto Aguirre-Sacasa                  | 29. dubna 2014     |
| 107          | 19        | Old Dog, New Tricks               | Starý pes, nové kousky | Bradley Buecker | Chris Colfer                            | 6. května 2014     |
| 108          | 20        | The Untitled Rachel Berry Project | Projekt bez názvu      | Brad Falchuk    | Matthew Hodgson                         | 13. května 2014    |

### Šestá řada (2015)
| Č. v seriálu | Č. v řadě | Původní název                      | Český název                 | Režie                         | Scénář                                  | Premiéra v USA  |
| ------------ | --------- | ---------------------------------- | --------------------------- | ----------------------------- | --------------------------------------- | --------------- |
| 109          | 1         | Loser Like Me                      | Věčnej smolař               | Bradley Buecker               | Ryan Murphy, Brad Falchuk a Ian Brennan | 9. ledna 2015   |
| 110          | 2         | Homecoming                         | Sraz                        | Bradley Buecker               | Ryan Murphy                             | 9. ledna 2015   |
| 111          | 3         | Jagged Little Tapestry             | Drsná směska                | Paul McCrane                  | Brad Falchuk                            | 16. ledna 2015  |
| 112          | 4         | The Hurt Locker, Part One          | Velká rána, 1. část         | Ian Brennan                   | Ian Brennan                             | 23. ledna 2015  |
| 113          | 5         | The Hurt Locker, Part Two          | Velká rána, 2. část         | Barbara Brown                 | Ian Brennan                             | 30. ledna 2015  |
| 114          | 6         | What the World Needs Now           | Co teď svět potřebuje       | Barbara Brown                 | Michael Hitchcock                       | 6. února 2015   |
| 115          | 7         | Transitioning                      | Změna                       | Dante Di Loreto               | Matthew Hodgson                         | 13. února 2015  |
| 116          | 8         | A Wedding                          | Svatba                      | Bradley Buecker a Ian Brennan | Ross Maxwell                            | 20. února 2015  |
| 117          | 9         | Child Star                         | Dětská hvězda               | Michael Hitchcock             | Ned Martel                              | 27. února 2015  |
| 118          | 10        | The Rise and Fall of Sue Sylvester | Vzestup a pád Sue Sylvester | Anthony Hemingway             | Jessica Meyer                           | 6. března 2015  |
| 119          | 11        | We Built This Glee Club            | Glee je naše dílo           | Joaquin Sedillo               | Aristotle Kousakis                      | 13. března 2015 |
| 120          | 12        | 2009                               | 2009                        | Paris Barclay                 | Ryan Murphy, Brad Falchuk a Ian Brennan | 20. března 2015 |
| 121          | 13        | Dreams Come True                   | Splněné sny                 | Brad Buecker                  | Ryan Murphy, Brad Falchuk a Ian Brennan | 20. března 2015 |